# سرزمین ما ایران
سرزمین ما ایران کتابی از نصرالله کسرائیان است که در سال ۱۳۶۹ منتشر و در مراسم کتاب سال جمهوری اسلامی ایران به‌عنوان کتاب برگزیده معرفی شد.